# Bowling Green (Kentucky)
Bowling Green is een plaats (city) in de Amerikaanse staat Kentucky, en valt bestuurlijk gezien onder Warren County.

## Demografie
Bij de volkstelling in 2000 werd het aantal inwoners vastgesteld op 49.296.
In 2006 is het aantal inwoners door het United States Census Bureau geschat op 53.176, een stijging van 3880 (7,9%).

## Geografie
Volgens het United States Census Bureau beslaat de plaats een oppervlakte van
92,1 km², waarvan 91,7 km² land en 0,4 km² water.

## Plaatsen in de nabije omgeving
De onderstaande figuur toont nabijgelegen plaatsen in een straal van 28 km rond Bowling Green.